# 連邦公開市場委員会
連邦公開市場委員会（れんぽうこうかいしじょういいんかい、英語: Federal Open Market Committee; FOMC）とは、アメリカ合衆国の金融政策の一つである公開市場操作（国債買いオペなどを通じて金融機関の資金需給を調節すること）の方針を決定する委員会のこと。

## 概要
FOMCは、アメリカ合衆国の中央銀行ともいうべきFRB（連邦準備制度理事会）の理事7名や地区ごとの連邦準備銀行総裁5名で構成されており、アメリカ合衆国連邦政府の金融政策を決定する最高意思決定機関である。定期的に約6週間ごと年8回開催される他、必要に応じて随時開催される。
声明文は、FOMC開催最終日（アメリカ東部標準時 (UTC-5) 14時15分頃）に公表、議事要旨は政策決定日（FOMC開催最終日）の3週間後に公表され、市場関係者にとって、今後のアメリカ合衆国連邦政府における金融政策を予想する手がかりとなる。

## 委員
2022年10月16日時点でのFOMC委員は以下の通り。委員長はFRB議長、副委員長はニューヨーク連邦準備銀行総裁が務める。委員長・副委員長以外の委員は、FRBの理事全員と（ニューヨークを除く11行の）連邦準備銀行総裁の中から選ばれた4名が任にあたる。また、4つの連銀総裁枠については1年ごとの持ち回りで選ぶ輪番制を採っており、11行の連銀を4つのグループに分け、各グループから1人ずつ選ぶ形を採っている。
この他、委員ではない連邦準備銀行総裁7名も会議に参加できるが、議決権は持たない。また、連銀総裁枠については、正規の委員以外に「代理委員」（英語では“Alternate Member”、日本語の定訳はない）が5名選ばれている。このメンバーには、ニューヨーク連銀総裁の代理として同連銀の第1副総裁 (First Vice President)が毎年常にメンバー入りするが、それ以外の4枠については上記の4グループから1人ずつが選ばれる。現在では、前年に代理委員になった連銀総裁が翌年の委員になる、というパターンが続いている。
委員長
- ジェローム・パウエル（FRB議長）

副委員長
- ジョン・C・ウィリアムズ（ニューヨーク連邦準備銀行総裁）

委員（FRB理事）
- ラエル・ブレイナード（元米国財務次官[3]）
- マイケル・S・バー
- ミシェル・W・ボウマン
- リサ・D・クック
- フィリップ・N・ジェファーソン
- クリストファー・J・ウォーラー

委員（連邦準備銀行総裁）
- ジェームズ・ブラード（セントルイス連邦準備銀行総裁）
- エスター・L・ジョージ（カンザスシティ連邦準備銀行総裁）
- ロレッタ・J・メスター（クリーブランド連邦準備銀行総裁[4]）
- スーザン・M・コリンズ（ボストン連邦準備銀行総裁）

代理委員
- チャールズ・L・エヴァンス（シカゴ連邦準備銀行総裁）
- パトリック・T．ハーカー、（フィラデルフィア連邦準備銀行総裁）
- ニール・カシュカリ、（ミネアポリス連邦準備銀行総裁）
- ローリー・K・ローガン、（ダラス連邦準備銀行総裁）
- ヘレン・E・ムチョロ（ニューヨーク連邦準備銀行第1副総裁[5]）